# Цол (селище)
Вижте пояснителната страница за други значения на Цол.
Цол (на словенски: Col) е село в Словения, регион Горишка, община Айдовшчина. Според Националната статистическа служба на Република Словения през 2015 г. селото има 512 жители.